# Mohieddin Fikini
Mohieddin Fikini (10 de março de 1925 – 1994), o sobrenome também grafado Fekini, foi um diplomata e político líbio. Foi primeiro-ministro da Líbia de 19 de março de 1963 a 22 de janeiro de 1964. Foi também o Ministro das Relações Exteriores de 19 de março de 1963 a 22 de janeiro de 1964.